# Stemona kurzii
Stemona kurzii là một loài thực vật có hoa trong họ Stemonaceae. Loài này được Prain miêu tả khoa học đầu tiên năm 1902.